# یادداشت‌ها
یادداشت‌ها مجموعهٔ مقالاتی از احسان یارشاطر است که پس از مرگش به کوششِ ماندانا زندیان فراهم و منتشر شد.